# Clădirea „Babilon”
Clădirea „Babilon” este un monument istoric aflat pe teritoriul municipiului Alba Iulia.
Clădirea are plan în U, cu subsol, trei niveluri și acoperiș în patru ape. Fațada principală, cu decorație clasicizantă și  elemente istoriciste, are două rezalite laterale pronunțate care subliniază  prezența aripilor scurte ale clădirii și un rezalit median care conține intrarea principală, precedată de un portic. Elementele care subliniază valoarea arhitecturală a fațadei sunt: modul de tratare al ferestrelor, care diferă de la un nivel la altul (la parter ferestre semicirculare, cu ancadramente  cu bosaje în alternanță, la etajul întâi ferestre în arc de cerc, cu montanți-baluștri aplatizați și cornișe în arc de cerc, iar la etajul doi ferestre dreptunghiulare, cu ancadramente parțiale) și porticul,  cu pilaștri pătrați, inelați pe care sprijină arcade semicirculare; porticul este surmontat de o tribună.  Acoperișul, cu pantă mică, este subliniat de o cornișă cu multiple profile, pe friză de arcaturi. Rezalitele sunt marcate, la nivelul acoperișului, de metereze, iar colțurile de turnulețe în consolă. Aticul, care marchează rezalitul median nu mai păstrează decorația originară. Decorația fațadelor laterale este similară celei a fațadei principale. Fosta clădire "Babilon" („Pavilionul nr. 1” sau „Pavilionul Ofițerilor”), a fost construit între 1851-1853 pentru a adăposti familiile ofițerilor din garnizoana Cetății. Deoarece ofițerii, implicit familiile acestora,  proveneau din toate colțurile Imperiului Austriac, clădirea a căpătat porecla de „Babilon”.  După 1968 clădirea a fost restaurată, iar interiorul remodelat, pentru a adăposti Muzeul Unirii.

## Galerie

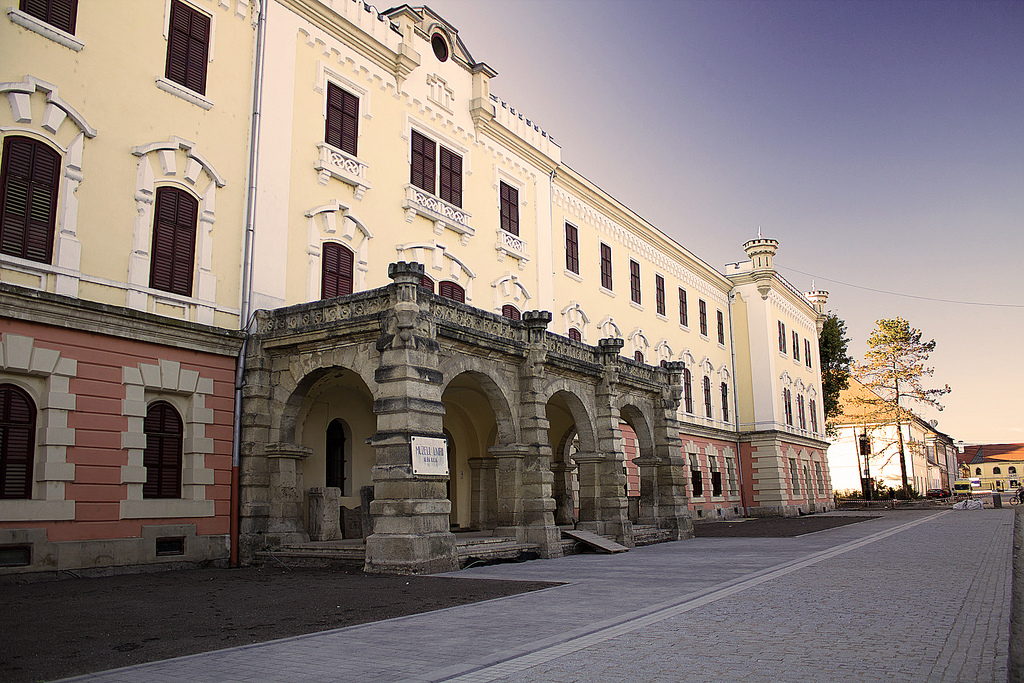
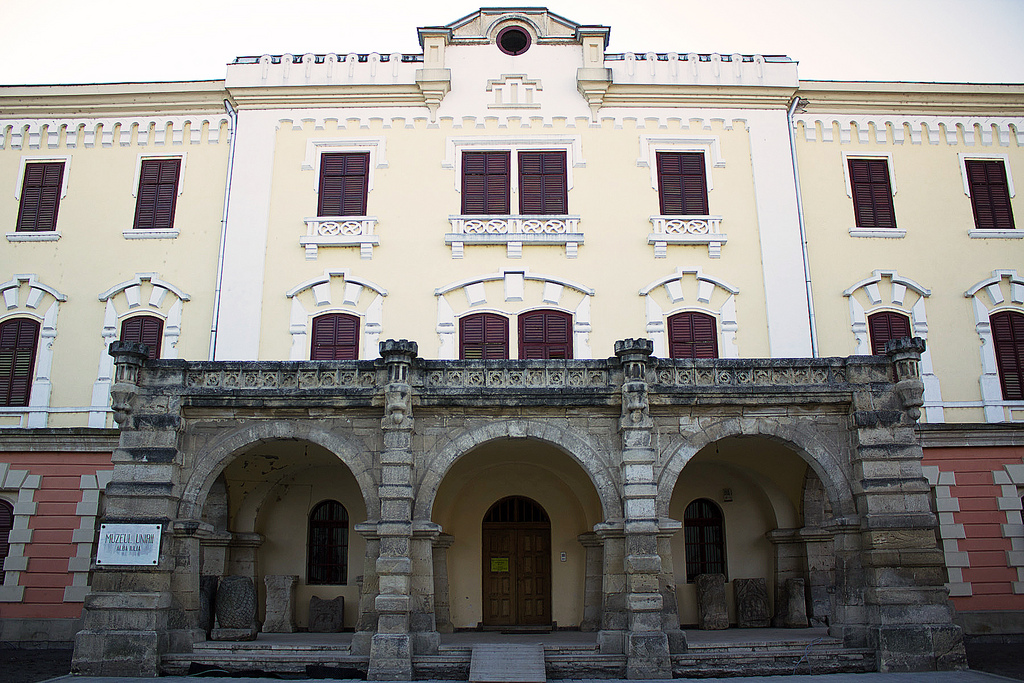
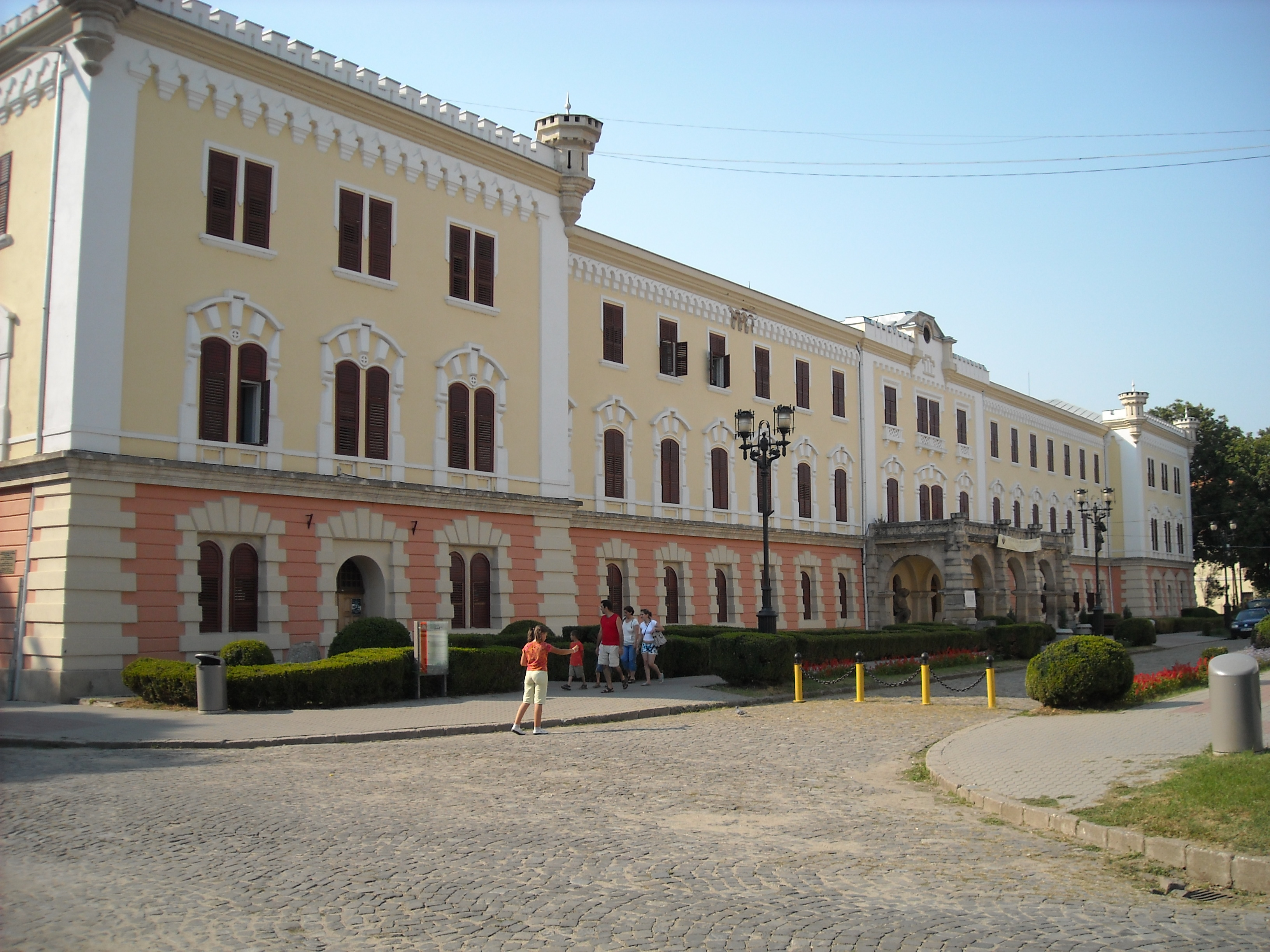
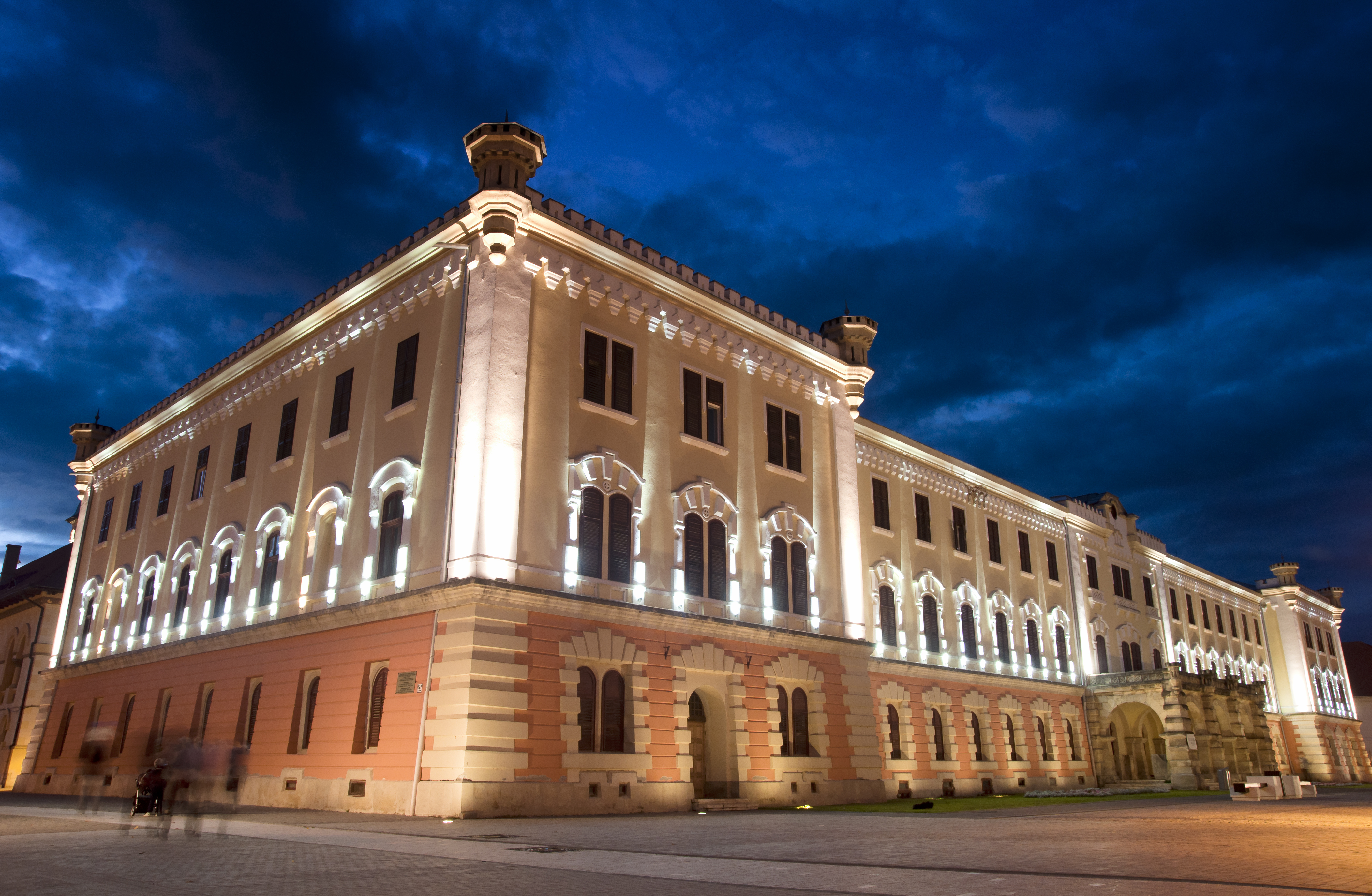